# Laguna Salada
Laguna Salada – solnisko na terenie Pustyni Sonora, w stanie Kalifornia Dolna, w Meksyku. Jezioro znajduje się 30 km na południowy zachód od miasta Mexicali. Długość wybrzeża wynosi 250 km. Laguna Salada jest suchym obszarem leżącym około 10 m p.p.m., który otaczają pasma górskie Sierra de Los Cucapah i Sierra de Juárez. Region ten leży w strefie suchego zwrotnikowego klimatu. Lagunę Salada odwiedził Edward „Bear” Grylls w ramach programu „Szkoła przetrwania”, gdzie pokazywał jak przetrwać w nieprzyjaznym środowisku pozbawionym wody.